# Win Oo Kyaw
Win Oo Kyaw (ur. 8 sierpnia 1987) – birmański zapaśnik w stylu wolnym.
Srebrny medalista igrzysk Azji Południowo-Wschodniej w 2013 roku.